# Niflungowie
Niflungowie, Hniflungowie – postacie z mitologii nordyckiej, w szerszym znaczeniu zbiorowe określenie wszystkich mających prawo do współwłasności przeklętego skarbu Andwariego (Andwaranaut, Skarb Nibelungów) od chwili, gdy stał się on zdobyczą Sigurda (Zygfryda).
Według Eddy Młodszej (Język poezji) zewnętrzną cechą charakterystyczną Niflungów były włosy czarne „jak skrzydło kruka”, co fizycznie wyróżniało ich spośród jasno- czy rudowłosych Skandynawów i jednocześnie świadczyło o południowym pochodzeniu. W pierwotnej dla dziejów Niflungów tradycji południowogermańskiej nazywa się ich Nibelungami, a nazwa ta dotyczyła olbrzymów, poddanych Nibelunga Starszego, władcy Nibelungii (tj. Skandynawii) oraz jego synów Schilbunka i Nibelunga Młodszego. Później mówiono tak o władcach burgundzkich.
Etymologia nazwy (H-)Nibelungowie/Niflungowie jest sporna, ale prawdopodobne jest łączenie jej ze stnord. nifl- („mrok, ciemność”), anglosaks. nifol („ciemny”), staniem. nebul i śrwniem. nebel („mgła”): wszystkie z ie. *nebhlo („ciemność, wilgoć, para, chmura, mgła”), co pierwotnie mogłoby się odnosić do „podziemnych (ciemnych) strażników skarbu”, później poddanych epickiemu zabiegowi militarnej heroizacji.